# Eulepidotis vivida
Eulepidotis vivida är en fjärilsart som beskrevs av Paul Dognin 1912. Eulepidotis vivida ingår i släktet Eulepidotis och familjen nattflyn. Inga underarter finns listade i Catalogue of Life.